# DN Волопаса
DN Волопаса (лат. DN Boötis) — тройная звезда в созвездии Волопаса на расстоянии приблизительно 1454 световых лет (около 446 парсеков) от Солнца. Видимая звёздная величина звезды — от +11,32m до +11,03m.
Пара первого и второго компонентов — двойная затменная переменная звезда типа W Большой Медведицы (EW)*. Орбитальный период — около 0,4476 суток (10,742 часа).

## Характеристики
Первый компонент — жёлтый карлик спектрального класса G0. Масса — около 1,5 солнечной, радиус — около 1,796 солнечного, светимость — около 5,378 солнечных. Эффективная температура — около 6095 K.
Второй компонент — жёлтый карлик спектрального класса G. Масса — около 0,148 солнечной, радиус — около 0,67 солнечного, светимость — около 0,56 солнечной. Эффективная температура — около 6071 K.
Третий компонент — коричневый карлик. Масса — около 60,22 юпитерианских. Удалён на 1,712 а.е..